# Tony Berlant
Pour les articles homonymes, voir Berlant.
Tony Berlant, né le 7 août 1941 à New York, est un peintre américain.

## Biographie
Tony Berlant naît le 7 août 1941 à New York. Ses peintures, dont la plupart sont des œuvres de grande envergure, sont composées d'éléments et de matériaux divers disposés sur une surface plane.